# Primula sieboldii
Primula sieboldii là một loài thực vật có hoa trong họ Anh thảo. Loài này được E. Morren miêu tả khoa học đầu tiên năm 1873.

## Hình ảnh

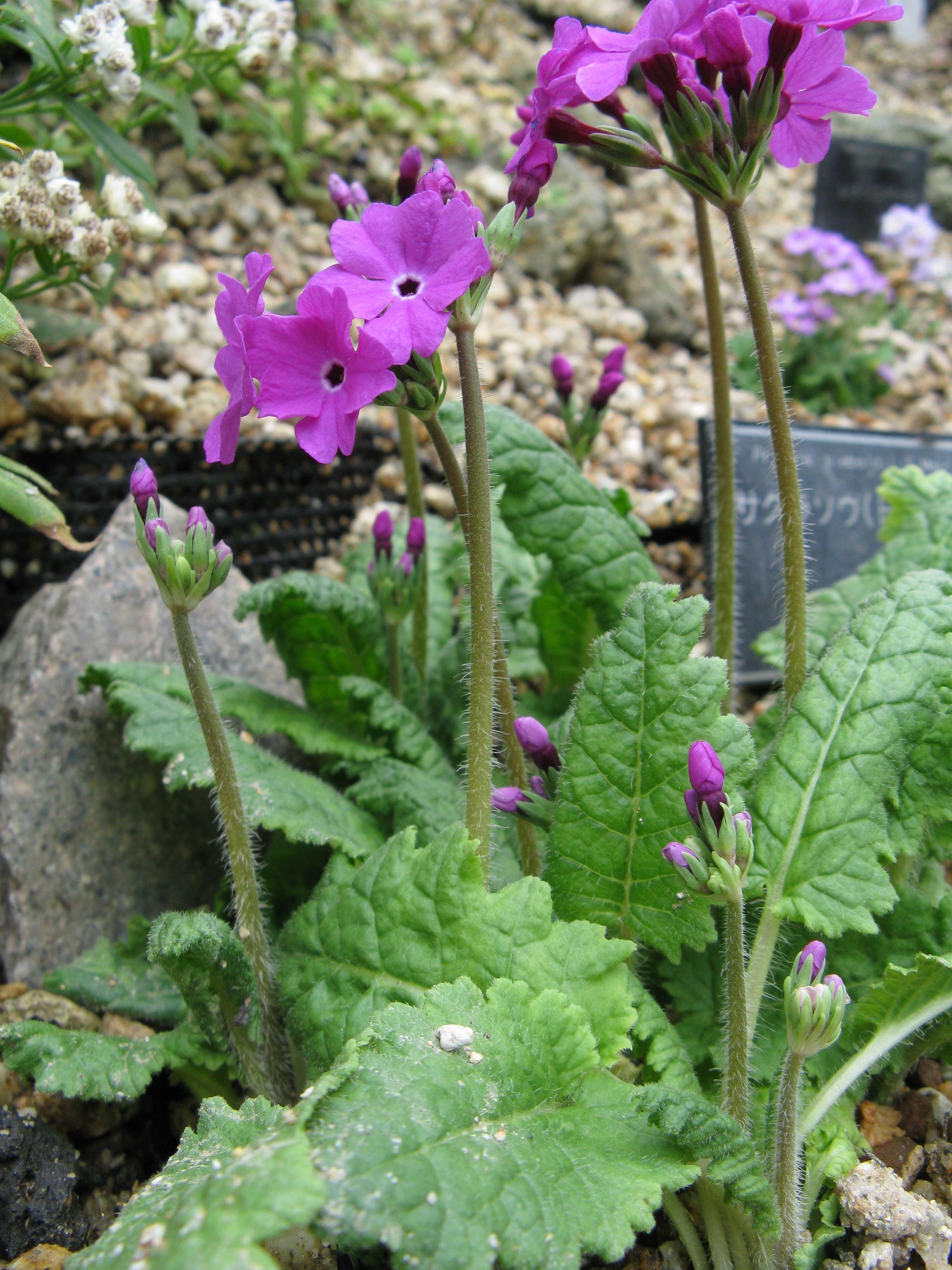
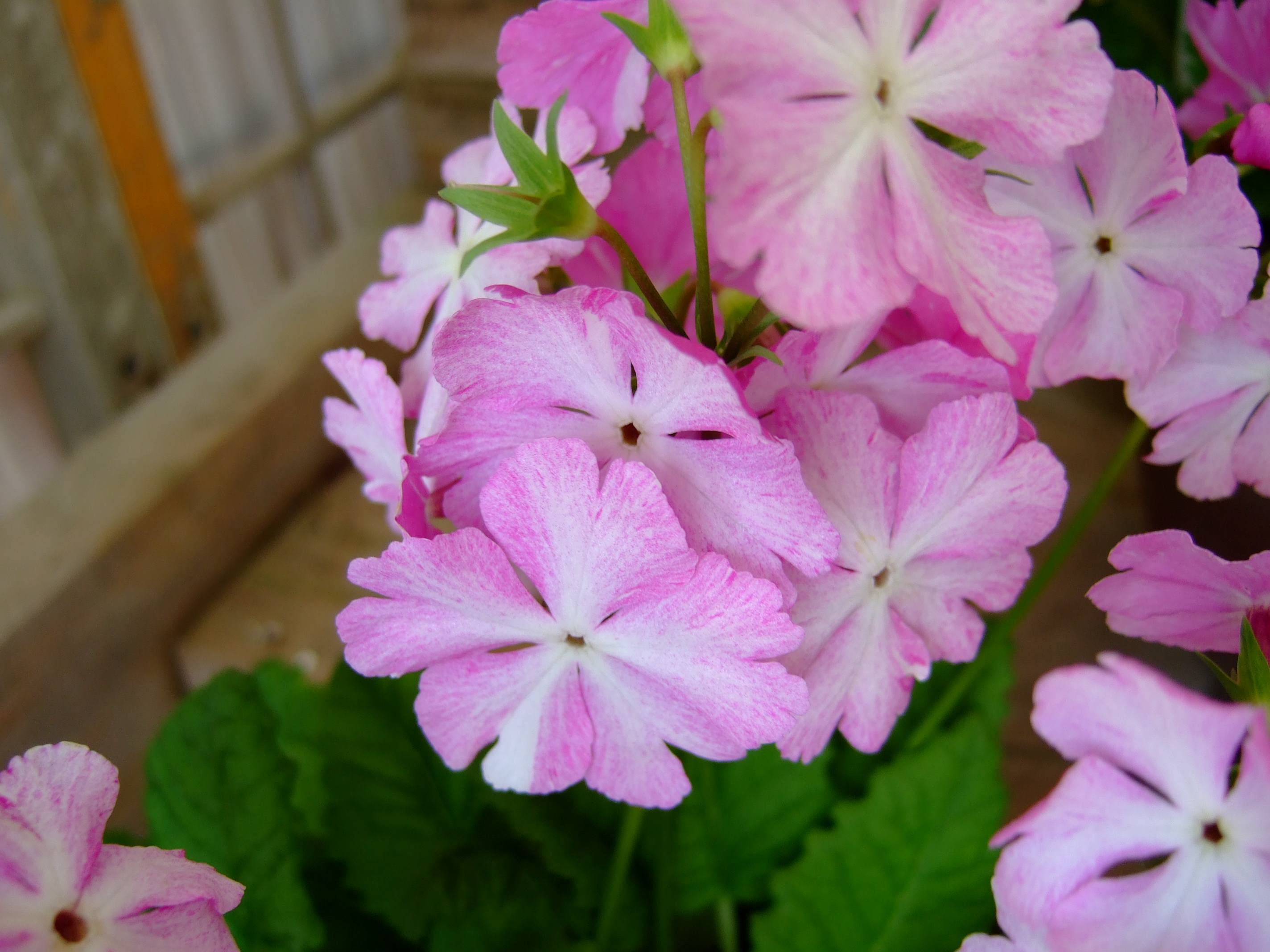
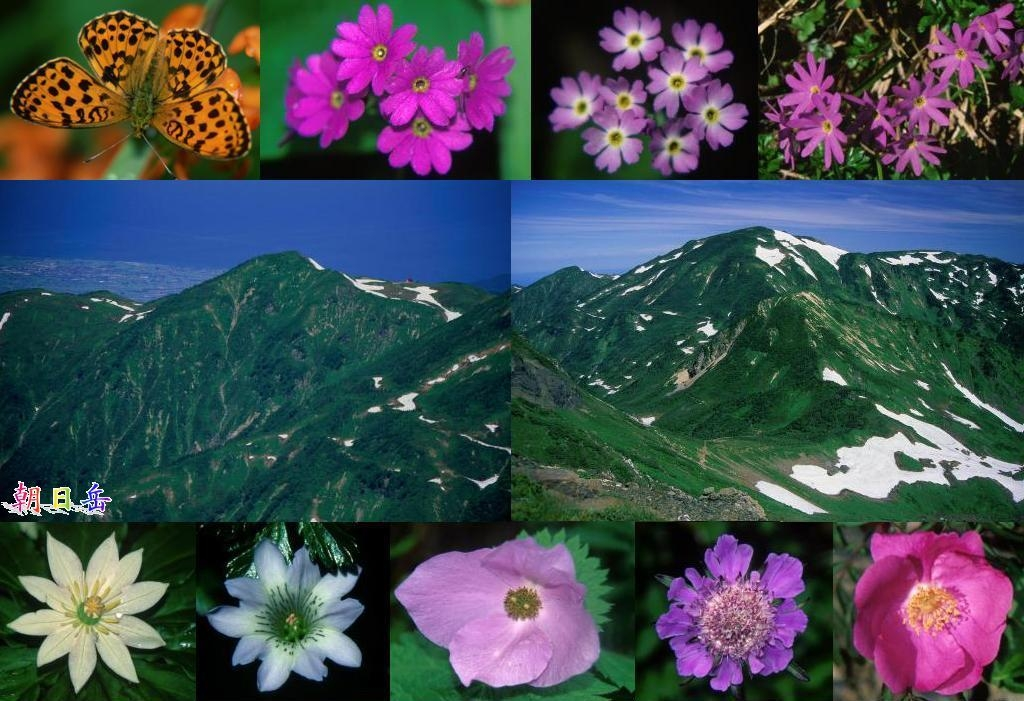
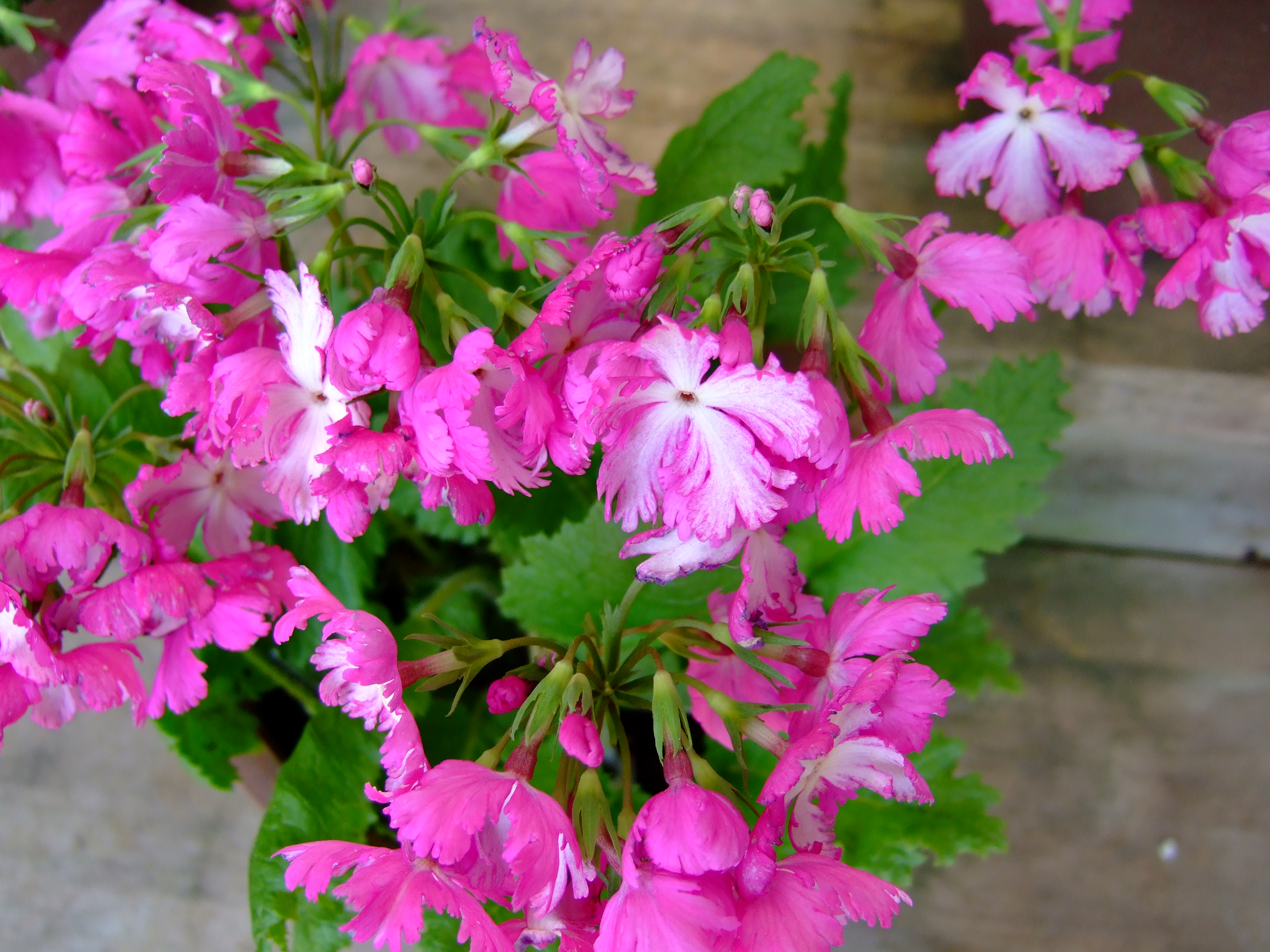